# Vítězslav Novák

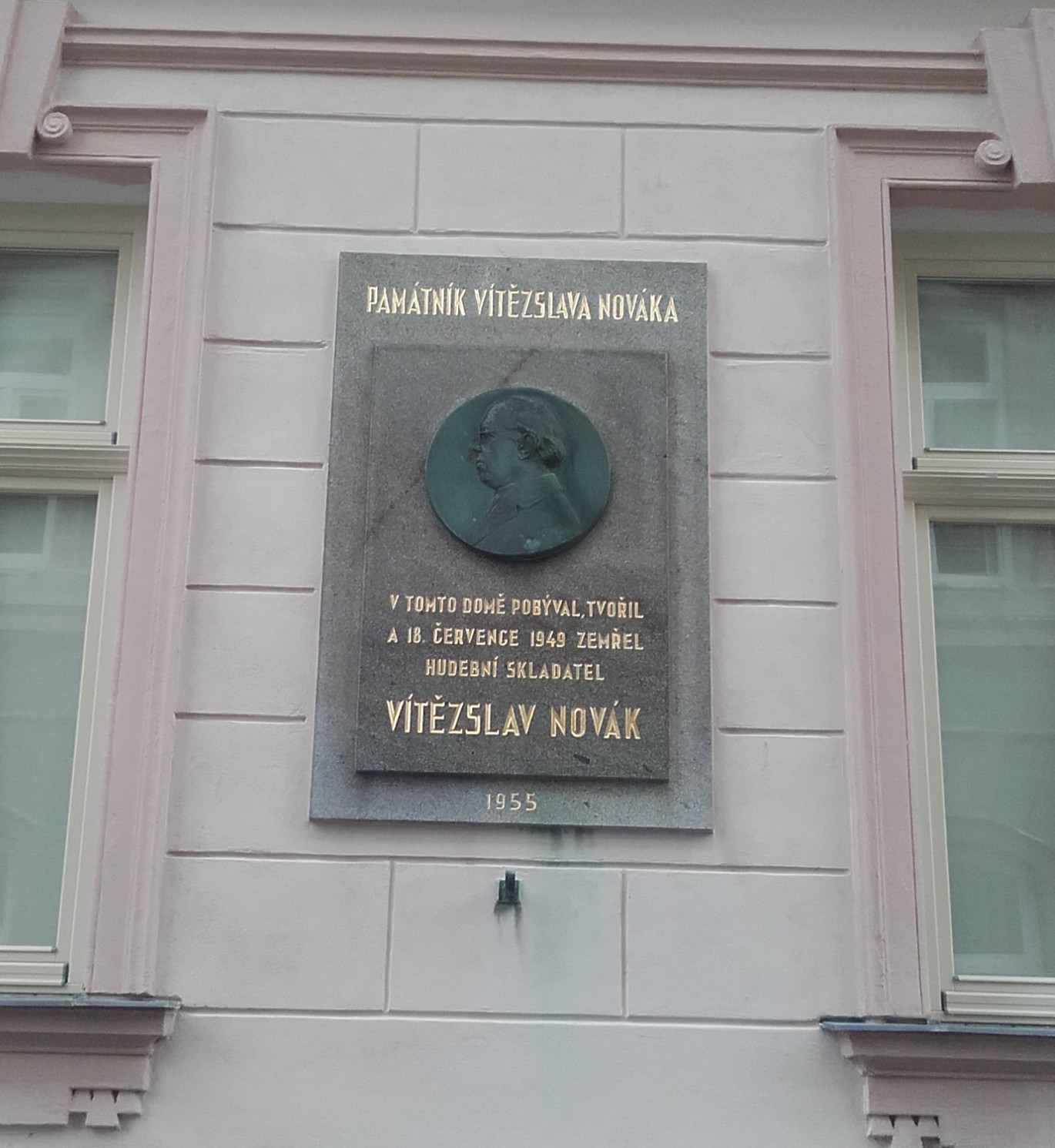
Pamětní deska skladatele usazena na domě ul. Rybičkova č.p. 364, Skuteč

Vítězslav Novák (5. prosince 1870 Kamenice nad Lipou – 18. července 1949 Skuteč) byl český hudební skladatel, hudební pedagog, klavírista a horolezec.

## Život

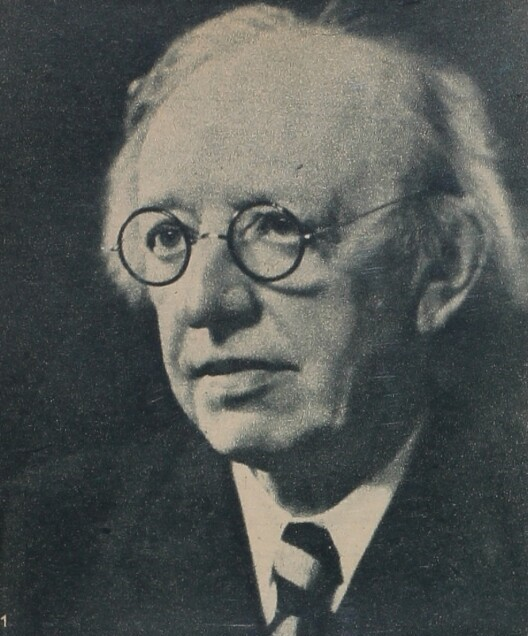
Vítězslav Novák, před rokem 1949

Byl pokřtěn jako Viktor Augustin Rudolf Novák. Pocházel z hudebně založené rodiny, jeho matka Marie, rozená Pollenská, hrávala na klavír, otec Jakub Novák byl lékař a zpíval v pěveckém sboru. Dětství prožíval v Počátkách, kde se učil hrát na klavír a housle. Již během studií na gymnáziu v Jindřichově Hradci začal veřejně vystupovat jako klavírista. Díky učiteli klavíru Vilému Pojmanovi začal už tehdy skládat první drobné skladby. V prvním ročníku gymnázia mu zemřel otec a matka se třemi dětmi žila v chudobě.
Po maturitě se s rodinou přestěhoval do Prahy. Na přání matky se zapsal na právnickou fakultu Univerzity Karlovy, odkud po dvou semestrech přešel na filozofickou fakultu. Školu absolvoval v roce 1893 bez závěrečné doktorské zkoušky. Současně studoval kompozici a hru na klavír na Pražské konzervatoři, kde od roku 1891 učil Antonín Dvořák. Stal se spolu s Josefem Sukem jedním z jeho nejoblíbenějších žáků. Konzervatoř absolvoval svou Sonátou v červenci 1892. Dostal státní podporu 400 zlatých a začaly být tiskem vydávány jeho skladby (Vzpomínky, Serenády, Barkaroly a Tři české tance).
Ve dvaceti šesti letech strávil prázdniny na Valašsku u svého kamaráda, houslisty Rudolfa Reissiga. Tento pobyt se stal počátkem Novákovy náklonnosti k Moravě, její lidové kultuře a přírodě, která se odrazila i v jeho hudbě (sborové balady, orchestrální předehra Maryša, klavírní cyklus Máj, smyčcový kvartet G dur). Dalším inspiračním zdrojem byly slovenské hory, které prochodil jako vášnivý turista. Jejich majestátní krásu zachytil v symfonické básni V Tatrách (1902). V tomto šťastném tvůrčím období složil řadu dalších charakteristických skladeb (Slovácká suita, O věčné touze, Toman a lesní panna). Novákovo dílo mělo řadu nadšených obdivovatelů především v Brně, kde byl jmenován čestným členem Klubu umění. Obrovský umělecký úspěch znamenala premiéra symfonické básně Bouře v dubnu 1910 v Brně, která se stala velkou kulturní událostí. Uznání se mu dostalo i v dalších městech včetně Prahy. Byl členem různých pěveckých a hudebních spolků, stal se členem České akademie věd a umění.
Počátkem 20. století se Novákovy skladby začaly hrát i v zahraničí, hlavně Německu, Dánsku, Švédsku a Holandsku. Nabídku na místo profesora na Hudební akademii ve Vídni odmítl.

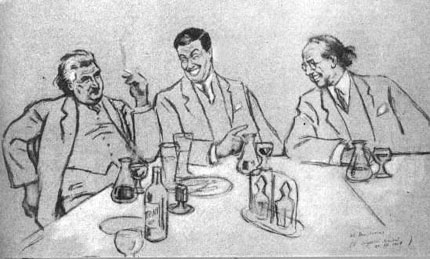
Josef Suk, Václav Talich a Vítězslav Novák, kresba Hugo Boettingera

V dalších letech se Novák věnoval operní tvorbě, která byla inspirována díly českých spisovatelů. První byla komická opera Zvíkovský rarášek (1914) podle Ladislava Stroupežnického, následoval Karlštejn (1915) podle veselohry Jaroslava Vrchlického, Lucerna (1923) na Jiráskovu stejnojmennou hru a Dědův odkaz na libreto podle básně Adolfa Heyduka.
V letech 1909–1941 působil jako profesor skladby na Pražské konzervatoři. Získal si pověst vynikajícího hudebního pedagoga. Mezi jeho žáky patřili, kromě skladatelů českých (Ladislav Vycpálek, Alois Hába, Karel Hába, Otakar Jeremiáš, Iša Krejčí, Vítězslava Kaprálová a další) i někteří významní slovenští hudební skladatelé (Ján Cikker, Eugen Suchoň). Po vzniku Československa se stal rektorem konzervatoře.
V hudební tvorbě se od třicátých let soustředil na orchestrální díla, v nichž se projevovalo jeho vlastenectví i rozjímání nad během života (Podzimní symfonie 1931–1934, symfonická báseň De profundis 1941, Svatováclavský triptych pro varhany 1941–1942 nebo Májová symfonie 1945).
Roku 1939 odešel do penze. Od německé okupace žil téměř trvale ve východočeské Skutči, odkud pocházela jeho manželka. Do Skutče za ním často zajížděl Rafael Kubelík i další přátelé. V roce 1945 se vrátil do Prahy, kde obdržel jako jeden z prvních společně s Josefem Bohuslavem Foerstrem titul národní umělec.
Do posledních dnů se zúčastnil uměleckého a společenského života, přestože trpěl srdeční chorobou. Psal své paměti, které byly vydány pod titulem O sobě a o jiných. Vítězslav Novák zemřel ve Skutči v roce 1949. V Praze se konal státní pohřeb v Domě umělců a popel byl uložen v podstavci jeho bronzové sochy, která byla umístěna na pražském Petříně v roce 1951 (autor Jan Kodet).

### Rodinný život
Dne 8. července 1912 se v Praze oženil se svou bývalou žákyní Marií Annou Práškovou (* 1888). Manželé Novákovi měli syna Jaroslava Nováka, pozdějšího malíře.

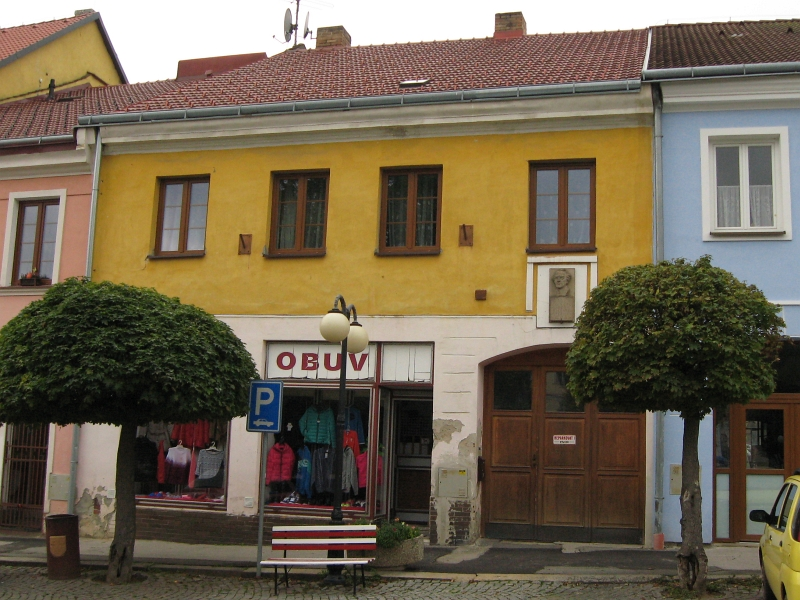
Rodný dům V. Nováka v Kamenici nad Lipou

## Dílo

### Charakteristika díla
Novákovo dílo je mnohostranné. Z prvního, ještě zcela romantického období pocházejí ouvertury Korzár (1892) podle Byrona a Maryša (1898) podle bratří Mrštíků, Klavírní koncert e moll (1895) a rané skladby klavírní a písňové. Z nich zvláště vynikají Písničky na slova lidové poezie moravské pro zpěv a klavír (1897). Vliv lidových prvků Novák zužitkoval především v Klavírním kvintetu a moll (1897), 1. smyčcovém kvartetu G dur (1899) a ve velmi populární Slovácké suitě (1903). Původně vznikla jako klavírní dílo, v témže roce byla instrumentována.

### Skladatelův vývoj
Jeho raná tvorba vycházela z doznívajícího romantismu (zejména Antonín Dvořák, Robert Schumann a Johannes Brahms) a byla velmi ovlivněna zejména moravskou lidovou hudbou, později na počátku 20. století na něj měly velký vliv tehdejší moderní nové umělecké směry, např. symbolismus, impresionismus. Jeho vrcholné tvůrčí období spadá do prvních dvou dekád 20. století do začátku první světové války, druhé významnější tvůrčí období se dostavilo v době nacistické okupace za protektorátu Čechy a Morava v letech 1939–1945. Po výstupech ve Vysokých Tatrách složil symfonickou báseň "V Tatrách" inspirace se projevuje i v jeho díle "Pan".
Zvukově impresionisticky působivou skladbu představuje symfonická báseň V Tatrách (1902). Impresionismus ovlivnil i řadu jeho písňových cyklů, jako jsou Melancholie, Údolí nového království na slova Antonína Sovy, Erotikon (1912), Noční nálady, dále klavírní cyklus Písně zimních nocí, 2. smyčcový kvartet D dur, symfonické básně O věčné touze a Toman a lesní panna.
Okolo roku 1910 začalo vrcholné období skladatelovy tvorby, kdy Novák svými skladbami nejvíce přispěl k dalšímu vývoji českého hudebního myšlení. Do této souvislosti patří dvě nejvýznamnější Novákovy skladby: fantazie pro sóla, sbor a orchestr Bouře (1908–1910) a klavírní cyklus Pan (1910), který existuje i v orchestrální podobě.
U příležitosti příjezdu prezidenta T. G. Masaryka do Prahy v sobotu 21. prosince 1918 byla provedena jeho kantáta "Sláva Tobě Masaryku".
Postupně vznikly opery Zvíkovský rarášek, Karlštejn, Lucerna a Dědův odkaz. Na samé hranici polytonality se pohybují dvě baletní pantomimy z 20. let Signorina Gioventù a Nikotina.
V pozdním období, tj. od 30. let, převažuje u Nováka vybroušená skladebná virtuozita nad původností invence. Vznikla postupně velká symfonická díla Podzimní symfonie a Jihočeská suita. Za dusných protektorátních let vytvořil Novák symfonickou báseň pro orchestr a varhany De profundis (1941) a Svatováclavský triptych (1941). Po válce vznikla poslední Novákova rozsáhlá skladba Májová symfonie pro sóla, smíšený sbor a orchestr.

## Ocenění

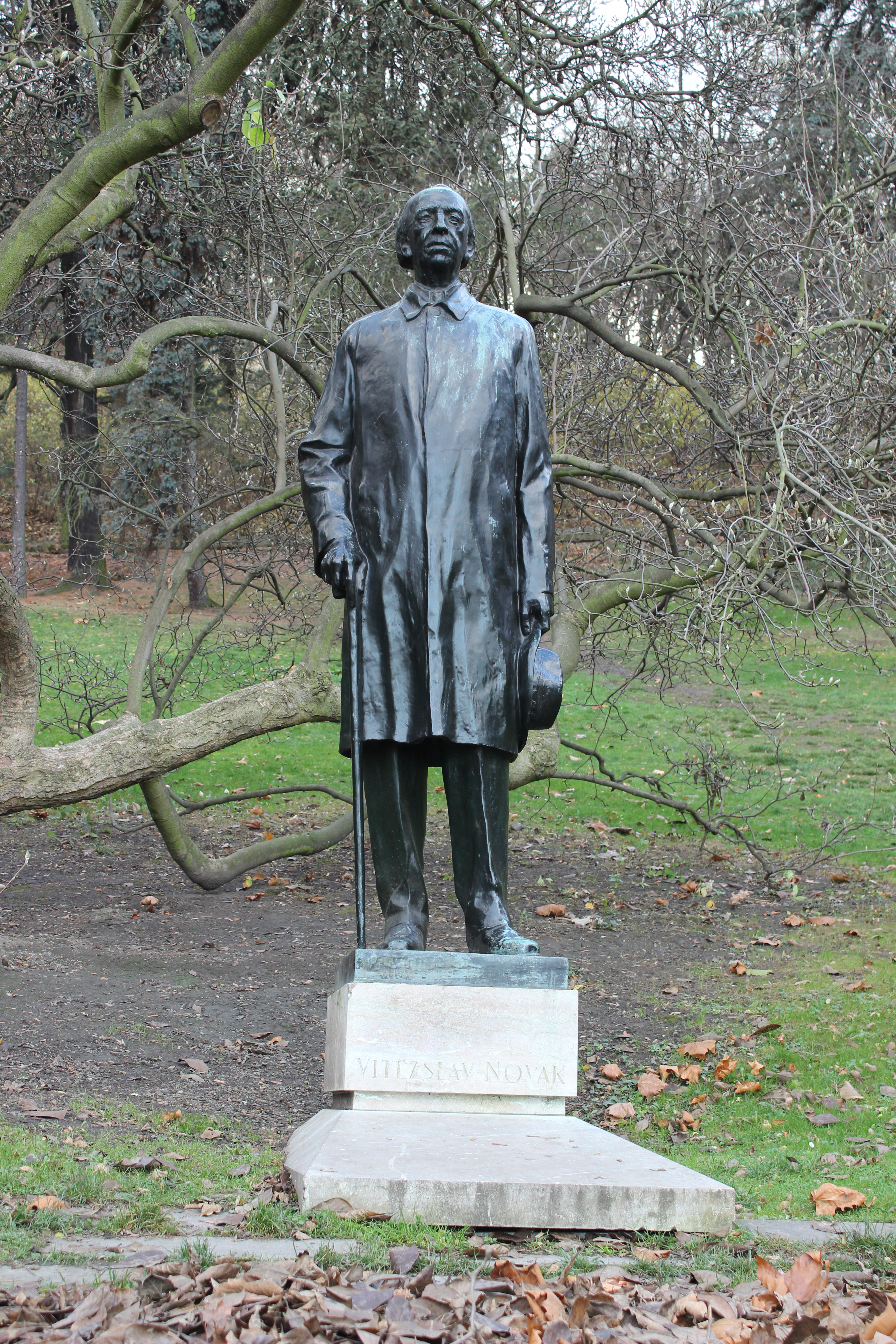
Socha Vítězslava Nováka na Petříně

- V roce 1945 obdržel titul Národní umělec[10]
- Skladatelova socha stojí na pražském Petříně.
- Busta v Kamenici nad Lipou
- Ulice Vítězslava Nováka jsou ve Skutči, Českých Budějovicích, Rudné, Úvalech a Kamenici nad Lipou.
- Gymnázium v Jindřichově Hradci bylo po druhé světové válce přejmenováno na Gymnázium Vítězslava Nováka.

O propagaci díla a odkazu Vítězslava Nováka se od roku 1980 stará občanské sdružení, které od roku 2016 nese název Ústav pro propagaci díla a odkazu Vítězslava Nováka